# Komorze (jezioro)
Komorze – jezioro na Pojezierzu Drawskim w powiecie szczecineckim (województwo zachodniopomorskie). Od zachodu graniczy z powiatem drawskim.
Charakteryzuje się dobrze rozwiniętą linią brzegową (cyple i półwyspy). Na jeziorze znajdują się 4 wyspy, największą z nich jest Wydrza Wyspa. W południowo-wschodniej części znajdują się źródła Piławy.
Brzegi porośnięte lasem liściastym. Liczne jary i wąwozy. Na wschodnim brzegu plaża.
Jezioro jest użytkowane turystycznie (spływy kajakowe).